# Lányegyüttes
A lányegyüttes a popzenei együttesek egyik fajtája, a fiúegyüttesek női megfelelője.
Magyarországon a Kádár-korszak kultúrpolitikai viszonyai között ugyan már felbukkant néhány női előadókból álló rövid életű popzenei formáció, a műfaj főleg a rendszerváltást követően, a nyugati tömegkultúra felgyorsult beáramlásával élte fénykorát. A kilencvenes években több producer is menedzselt fiú- és lányegyütteseket. A stílus az 1990-es években örvendett nagy népszerűségnek, de néhány formáció manapság is aktív.
A fiúegyüttesekhez képest a legfőbb különbség, hogy nem csupán az ellenkező nemű közönség meghódítására törekszenek, hanem feminista megnyilvánulásaikkal (például a Spice Girls által a girl power szlogen bevezetése a szélesebb köztudatba) lányok körében is népszerűvé válhatnak.
Mivel a csak nőkből álló együttesek eleve ritkábbak,[forrás?] gyakori, hogy mindre használják a lányegyüttes elnevezést, még ha szorosabb értelemben nem is tekinthetők annak (pl. The Bangles).

## Ismertebb lánybandák

### Külföldön
- 2NE1
- Blackpink
- À La Carte
- Blaque
- All Saints
- Atomic Kitten
- Destiny’s Child
- Fun Fun
- Girls Aloud
- Las Ketchup
- Las Ketchup
- Fifth Harmony
- Little Mix
- Neon Jungle
- No Angels
- // Passion Fruit
- Pussycat Dolls
- Spice Girls
- Sugababes
- t.A.T.u
- The Saturdays
- TLC
- Twice

### Magyarországon
- Baby Sisters
- Bestiák
- C’est La Vie
- Fresh
- Oops!
- Pa-dö-dő
- Cini és a Tinik